# Менезия жёлтопятнистая
Менезия жёлтопятнистая (лат. Menesia sulphurata)  — вид жесткокрылых из семейства усачей.

## Распространение
Распространён в центральной и юго-восточной частях Палеарктики.

## Описание
Жук длиной от 5 до 10 мм. Время лёта жука с мая по июнь.

## Развитие
Жизненный цикл вида длится от года до двух лет.